# Piccolo Cesare
Piccolo Cesare (Little Caesar) è un film del 1931 diretto da Mervyn LeRoy che ha come attore protagonista Edward G. Robinson.
Nel 2000 è stato scelto per la conservazione nel National Film Registry della Biblioteca del Congresso degli Stati Uniti. Il soggetto è stato tratto dal romanzo omonimo di William Riley Burnett del 1929.

## Trama
Due delinquenti italiani di piccolo cabotaggio, Cesare Rico Bandello (Edward G. Robinson) e Joe Massara (Douglas Fairbanks Jr.), in cerca di fortuna, si trasferiscono a Chicago, dove si affidano al boss Sam Vettori (Stanley Fields). 
Rico, uomo dalla pistola facile, detto "Piccolo Cesare" per la piccola statura e per i modi arroganti, vuole dare la scalata ai vertici del mondo del crimine. Joe sogna invece un futuro come ballerino, e trova un lavoro nel Palermo Dancing Club.
Nonostante il tentativo di quest'ultimo di allontanarsi dall'amico, Rico lo costringe a cooperare nella rapina al night-club in cui egli lavorava e dove aveva conosciuto una donna, Olga, della quale si era innamorato.
L'efferatezza delle gesta di Rico lo porta ben presto a capo della banda di Vettori ma, messa sulle sue tracce da Olga, la polizia lo rintraccia e condanna il vecchio boss Sam Vettori all'impiccagione.
Dopo un periodo di latitanza, Rico, vede un articolo di giornale di cui egli era l'oggetto e che riporta le dichiarazioni del sergente Flaherty (Thomas E. Jackson), nelle quali l'uomo lo apostrofa come un codardo ed esiguo. In preda ad un impeto di orgoglio Rico telefona alla centrale di polizia, comunicando le sue intenzioni di giustizia nei confronti del sergente. A seguito della telefonata viene rintracciato, e successivamente, dopo essere stato accerchiato dalla polizia e, aver rifiutato di consegnarsi, ucciso da Flaherty in un conflitto a fuoco chiuso in un magazzino.

## Produzione
I diritti per il romanzo vengono acquistati il 7 marzo del 1930 dalla Warner Bros. e la prima stesura del copione risale all'aprile successivo. Il primo sceneggiatore a lavorare all'adattamento è stato Robert N. Lee che subito aggiunge alcuni piccoli elementi narrativi che sono antecedenti agli eventi narrati nel romanzo. Il secondo sceneggiatore è Francis Edward Faragoh, che inserisce nello stile narrativo una vena di teatralità, ponendo l'accento sulla drammaticità e sulla tragicità della storia.
Il film è stato girato perlopiù in interni, i pochi esterni che compaiono sono stati ricostruiti in studio.

## Distribuzione
Negli USA il film uscì nel 1931, in Italia invece venne distribuito solo nel 1963. Infatti, a causa degli evidenti riferimenti alla nazionalità italiana di Rico e della sua banda di delinquenti, la pellicola fu proibita durante il Fascismo in quanto considerata offensiva dell'immagine degli italoamericani.

## Sottotesti omosessuali
Un'interpretazione piuttosto comune del ruolo del protagonista lo vede come un probabile omosessuale represso, vista l'ammirazione di Otero per Rico, la sua grande affinità con Joe e il suo completo disinteresse verso il mondo femminile, al contrario del suo amico, che proprio a causa di una donna lo tradisce e ne decreta la fine.

## Riconoscimenti
Una battuta del film («Madre di misericordia, è questa la fine di Rico?», «Mother of mercy, is this the end of Rico?» in lingua originale) è stata inserita nel 2005 nella lista delle cento migliori citazioni cinematografiche di tutti i tempi stilata dall'American Film Institute, nella quale figura al 73º posto.